# Triglav (bůh)
Triglav či Trihlav (česky Tříhlav, polsky Trygław) je slovanský bůh, který byl ctěn kmenem Pomořanů ve Štětíně a Wolinu. Podle pramenů měl mít jeho idol lidskou podobu s třemi hlavami. Ve Štětíně byl jeho kult vyvrácen roku 1124 biskupem a misionářem Ottou Bamberským, který se o totéž s menším úspěchem pokusil roku 1147 ve Wolinu. Triglav nebo jiný obdobný trojhlavý idol byl ctěn také kmenem Stodoranů v Braniboru.
Triglav je někdy ztotožňován s bohem Černohlavem zmiňovaným Knýtlingasagou. Jindy je zase spojován s východoslovanským Trojanem. Souvislost se slovinskou horou Triglav není prokázána.

## Prameny

### Životopisy Otty Bamberského
Triglav je zmiňován všemi třemi životopisy Otty Bamberského, které pocházejí z 12. století a popisují mimo jiné zničení Triglavova chrámu ve Štětíně. Životopiscem Ebbem je popisován takto:
| „ | Štětín, město významné a větší než Wolin, má ve svém okolí tři vrchy, z nichž prostřední a nejvyšší je zasvěcen hlavnímu pohanskému bohu Triglalovi (Deo Trigelawo), majícímu trojhlavou sochu a oči i ústa zlatou rouškou zakryté; kněží pak tvrdili, že bůh má tři hlavy, protože spravuje tři říše, tedy nebesa, zemi a podsvětí, a tvář chráněná rouškou znamená, jako by lidských hříchů nechtěl vidět ani slyšet a je přehlížel. | “ |

Další životopisec, Herbord, uvádí následující:
| „ | Byly pak ve městě Štětíně čtyři kontiny, ale jedna z nich, nejhlavnější, byla vybudována se zvláštním uměním a mistrovstvím, majíc zvenčí i zevnitř řezby lidí, ptáků a zvířat, které vystupují ze stěn a jež jsou tak důsledně vytvořeny že se zdá jako by dýchaly a žily.(…) A barvy vnějších řezeb nemohly žádné sněhové bouře ani přívaly vod smazat, jak byly dokonale udělány. Do této budovy se podle starého zvyku předků shromažďoval desátek dobyté kořisti i zbraně nepřátel, prostě vše, co bylo získáno z námořních loupeží nebo válek.(…) Byla tam modla trojhlavá, na jednom trupu mající tři hlavy, nazývaná Triglav (Triglaus). | “ |

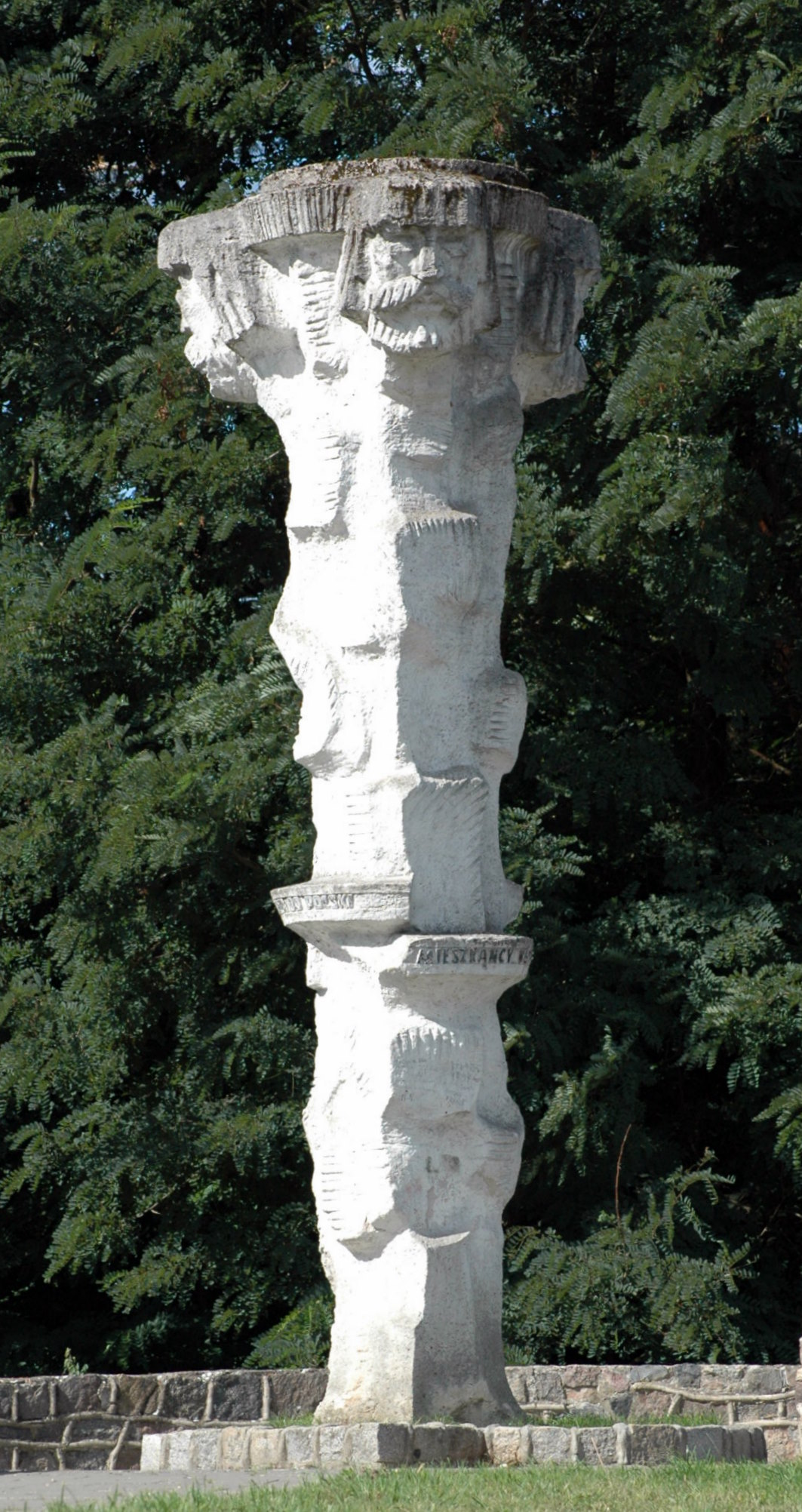
Moderní socha Triglava v polském Wolinu

Podle líčení Herbordova Dialogu z 12. století ve Štětíně kromě svatyně Triglava stáli tři další kątiny – chrámy, které požívaly méně úcty a byly méně výstavné, a posvátný dub. Naopak nejstarší informátor, Mnich Prieflingenský, zmiňuje celkem pouze dva chrámy.
Triglavovi byl také zasvěcen černý kůň s bohatě zdobeným sedlem, o kterého se staral kněz jednoho z chrámů a pomocí kterého se věštilo, jak popisuje Herbord:
| „ | Když totiž zamýšleli vytáhnout proti nepřátelům nebo na loupeže, byli zvyklí výsledek výpravy skrze něj zjišťovat: kladeno na zem devět kopí, každé na loket od sebe vzdálené. Osedlaného koně vyvedl kněz k tomu určený za uzdu ven a třikrát ho vedl tam a zpátky přes ležící kopí. Jestliže kůň přešel přes kopí, aniž by se jich dotkl, považovali to za znamení úspěchu a vydali se na výpravu; v opačném případě od ní upustili. | “ |

Roku 1124 byly štětínské svatyně zbořeny biskupem a misionářem Ottou Bamberským, který nechal na místě Triglavova chrámu vystavět kostel svatého Vojtěcha. Se zničením svatyň mu pomáhali místní obyvatelé, z čehož lze usuzovat že kult už byl v úpadku. Triglavovu modlu zničil sám biskup a její tři stříbrné hlavy nechal poslat papeži Kalixtovi II. jako důkaz úspěchu své výpravy, a posvátného koně nechal prodat do jiné země.
Méně úspěšný byl Otto ve Wolinu kde byl Triglavův zlatý idol ukryt jeho kněžími. Ač se jednomu z jeho společníků podařilo nalézt úkryt modly, nebyl schopen ji vyzvednout, a odnesl pouze Trihlavovo posvátné sedlo.

### Další zmínky

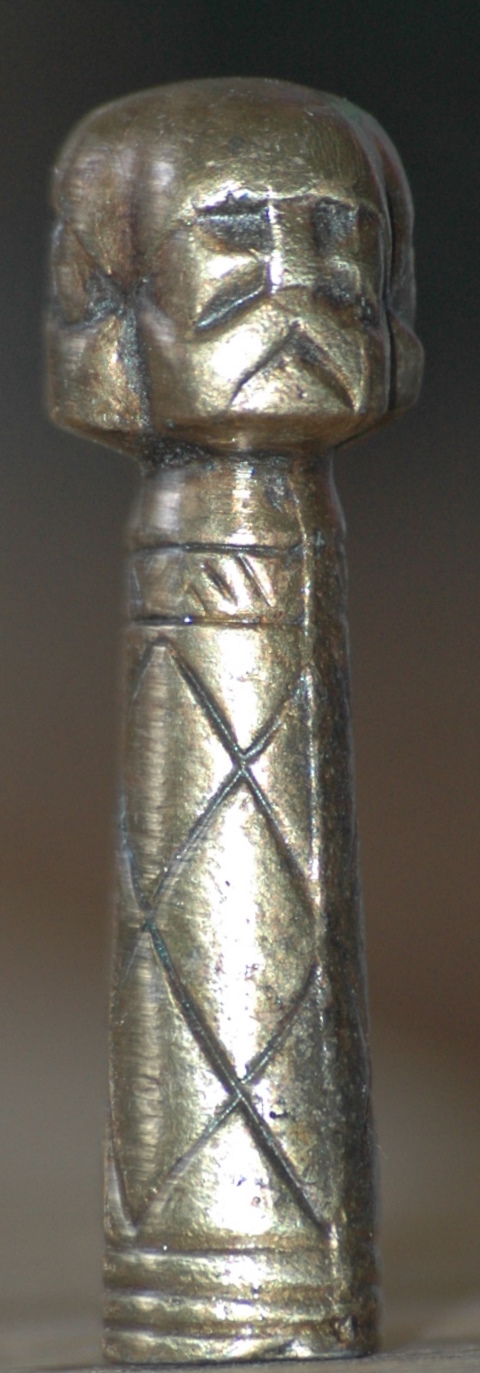
Moderní idol

Nejstarší zmínka o Triglavovi, ač není přímo jmenován, pochází od Adama Brémského z druhé poloviny 11. století, který zmiňuje boha uctívaného ve Wolinu takto:
| „ | Tam se spatřuje Neptun v trojí přirozenosti; je totiž onen ostrov oplachován trojím vodstvem, znichž jedno prý je barvy zcela zelené, druhé bělavé, třetí v divokém vlnění zuří ustavičnými bouřemi. | “ |

O ctění trojhlavého idolu ve stodoranském Braniboru ve 12. století se zmiňuje také Jindřich z Antverp, neuvádí však jméno božstva. Zdeněk Váňa uvádí že Triglavův kult v tomto městě zanikl roku 1136 v důsledku křtu kníže Přibyslava Jindřicha. O stodoranském Triglavovi se zmiňuje také Braniborská kronika z 13. století a český kronikář Pulkava v druhé polovině 14. století. S kultem Triglava snad souvisí lidová tradice doložená ještě z 19. století, že lze o svatojánské noci spatřit nádherného černého koně pasoucího se při měsíčním svitu, který zmizí, když se k němu někdo přiblíží.

## Hypotézy

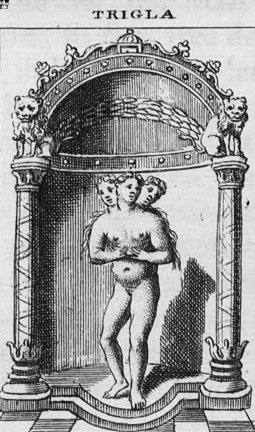
Triglav od Bernarda de Montfaucon, 1722

Triglavovo jméno je etymologicky jasné, označuje božstvo s třemi hlavami, což je postava v různých mytologiích poměrně běžná. V tomto případě měla trojhlavost pravděpodobně symbolizovat vládu nad nebesy, zemí a podsvětím. Někteří badatelé, například Aleksander Brückner, Gerard Labuda nebo Mikołaj Rudnicki, spojovali Trihlavův kult s křesťanskou Svatou Trojicí, její zobrazení s třemi hlavami a tvářemi se však objevují až ve 13. století.
Lubor Niederle vykládá Trihlava, stejně jako Svantovíta, Svarožice, Jarovíta a Rujevíta, jako solární božstvo. Podobně jej vykládá, stejně jako všechna ostatní slovanská mnohohlavá božstva, Raffaele Pettazzoni. Michal Téra v rámci trojfunkční hypotézy považuje Triglava za magicko-chtonické božstvo první funkce, odpovídající Velesovi a Černobohovi. Jiří Dynda upozorňuje na fakt, že barvy zmiňované Adamem Brémským odpovídají třem tradičním barvám spojovaným s jednotlivými funkcemi.

### Související
Trygław – bludný balvan pojmenovaný podle Triglava